# Yuito Suzuki
Yuito Suzuki (jap. 鈴木 唯人, Suzuki Yuito; * 25. Oktober 2001 in Miura, Präfektur Kanagawa) ist ein japanischer Fußballspieler, der aktuell beim Sport-Club Freiburg unter Vertrag steht.

## Karriere
Yuito Suzuki erlernte das Fußballspielen in der Schulmannschaft der Funabashi Municipal High School. Seinen ersten Vertrag unterschrieb er 2020 bei Shimizu S-Pulse. Der Verein aus Shimizu spielte in der höchsten japanischen Liga, der J1 League. Sein Erstligadebüt gab er am 4. Juli 2020 im Heimspiel gegen Nagoya Grampus. Hier wurde er in der 61. Minute für den thailändischen Nationalspieler Teerasil Dangda eingewechselt. Am Ende der Saison 2022 musste er mit dem Verein als Tabellenvorletzter in die zweite Liga absteigen.
Im Januar 2023 entschloss sich der Spieler zu seiner ersten Station außerhalb Japans und wechselte auf Leihbasis bis Saisonende zu Racing Straßburg nach Frankreich. Nach Ende der Leihzeit wechselte Suzuki im August 2023 zum dänischen Erstligisten Brøndby IF und unterzeichnete dort einen Vierjahresvertrag.
Im Sommer 2025 wechselte Suzuki nach Deutschland zum SC Freiburg.